# José Campas
José Campas de Sousa Ferreira, mais conhecido por José Campas (14 de julho de 1888 - 14 de janeiro de 1971) foi um pintor e professor português.

## Biografia

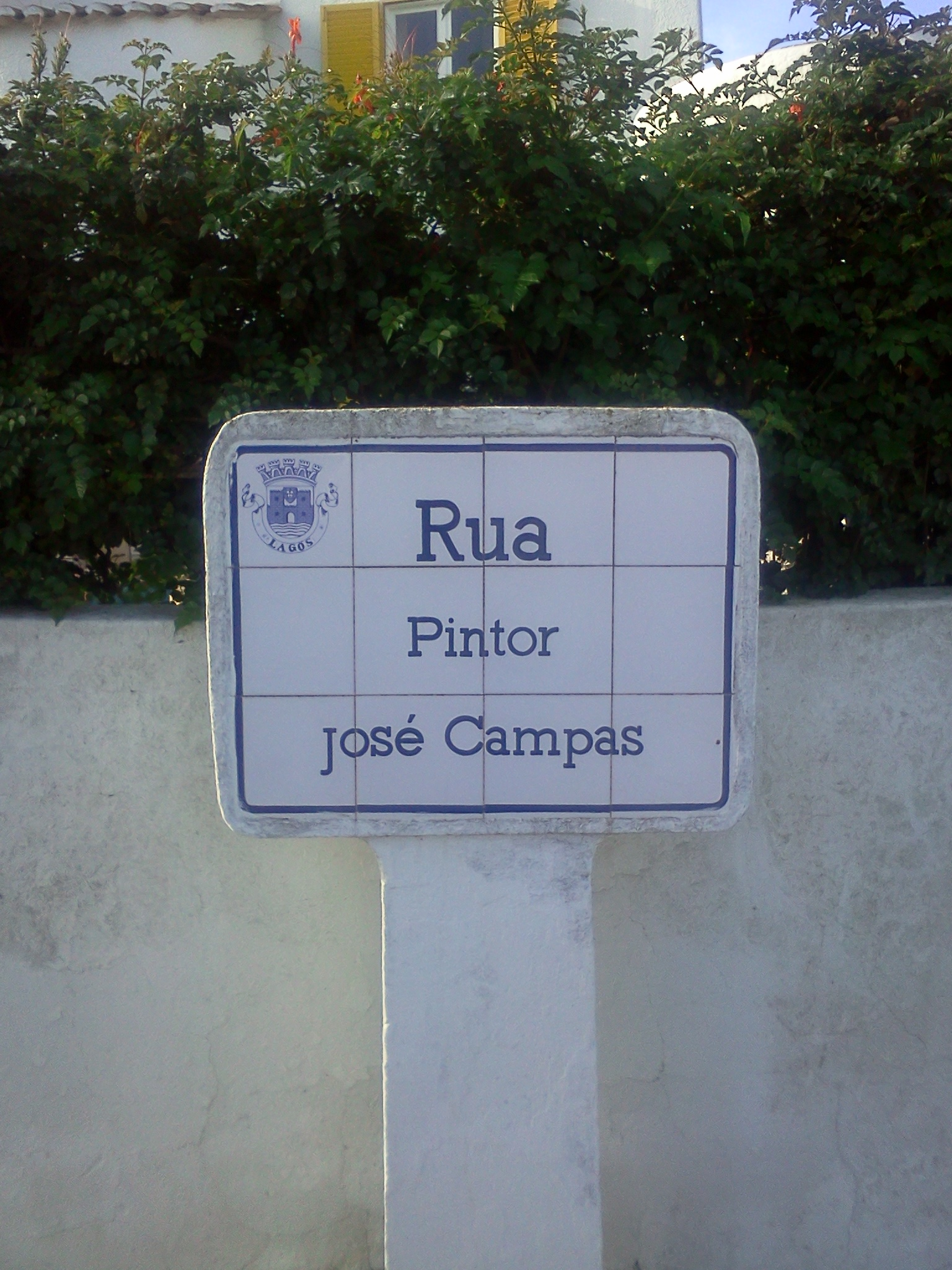
Placa toponímica da Rua Pintor José Campas, em Lagos.

Completou os cursos de Pintura na Escola de Belas-Artes de Lisboa, École Nationale et Spéciale des Beaux-Arts e Academia Julian, em Paris. Foi discípulo de Carlos Reis, Jean-Paul Laurens, Léon Bonnat, Raphaël Collin e J. J. Duval.
Expôs as suas obras nos Salons, entre 1918 e 1922, estando as suas obras expostas em vários museus e galerias de arte nacionais e internacionais, como o Museu Nacional de Arte Contemporânea, Palácio Nacional de Sintra, Câmaras Municipais de Lisboa e Porto, Museu Municipal do Porto, Palácio Galveias, Museu Grão Vasco, Museu de José Malhoa, Museu Nacional Frei Manuel do Cenáculo, Embaixada de Portugal em Londres, Galeria de Arte do Diário de Notícias, entre outras.
Foi crítico de arte na imprensa portuguesa, delegado do Governo Português na Exposição Internacional de Paris de 1937, restaurador de arte, bibliófilo, coleccionador de obras de arte, professor em várias escolas e Director das Escolas Técnicas de Lagos e Abrantes.

Pertenceu, igualmente, ao Instituto Português de Arqueologia, tendo sido correspondente das publicações Annuaire de la Curiosité des Beaux-Artes e Bibliophilie.

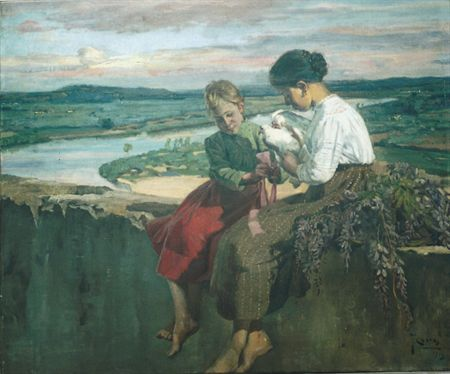
José Campas - Preparativos para a Aleluia (Constância), 1918. Óleo s/tela. 76x91 cm. Museu Nacional Frei Manuel do Cenáculo. Apresentada na 15.ª Exposição da SNBA de Lisboa, 1918.

## Prémios recebidos
- Prémio Anunciação em 1906[1]
- 2ª Medalha nas exposições da Sociedade Nacional de Belas Artes de Lisboa
- Medalha de bronze na Exposição do Panamá-Pacífico de 1915
- Medalha de prata na Exposição do Rio de Janeiro de 1923
- Medalha de ouro na Exposição de Portalegre
- Hors-Concours na exposição de Coimbra

## Homenagens
O nome de Pintor José Campas foi colocado numa rua da cidade de Lagos.